# N679 (België)
De N679 is een gewestweg in de Belgische provincie Luik. De weg ligt ten zuidoosten van Verviers en verbindt de N672 met de N640 tussen Boverie en Jehanster. Dit is de noordelijke verbinding met de N640. Aan de westzijde van de N679 bevindt zich ook een zuidwaarts aftakkende verbindingsweg met nummer N679a. De lengte van de N679 is 1,5 kilometer.

## N679a
De N679a is een gewestweg in de Belgische provincie Luik. De weg ligt ten zuidoosten van Verviers en verbindt de N679 (komende vanaf de N672) met de N640 tussen Boverie en Jehanster.
De weg takt in zuidwaartse richting af van de N679 en vormt zo een snellere verbinding voor wie de N640 in zuidwaartse richting wil vervolgen. De route heeft een lengte van ongeveer 350 meter.